# دفترک

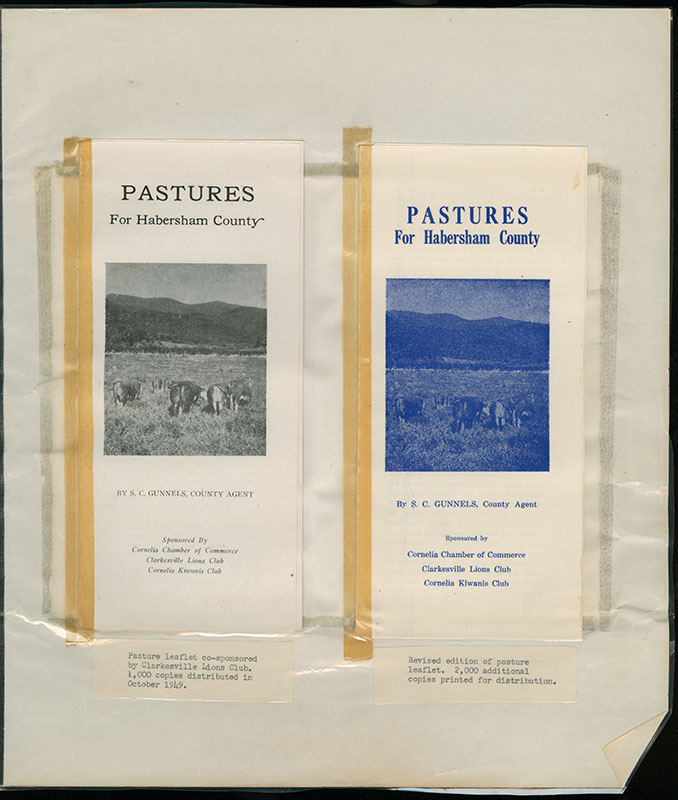
نمونه ای از دفترک(بروشور)

دفترک یا بروشور (به انگلیسی: brochure) یک کتابچه کاغذی چند صفحه ای (چند لتی) است که بیشتر برای تبلیغات مورد استفاده قرار میگیرد و در قالب جزوه تا میشود. برشور یک سند تبلیغاتی است که در درجه اول برای معرفی یک شرکت، سازمان، محصولات یا خدمات و در درجه دوم اطلاع رسانی به مشتریان بالقوه یک کسب و کار استفاده میشود. بروشورها را ممکن است در مکان‌های پر رفت و آمد شهر از افراد توزیع کننده دریافت کنید و یا در محل کسب و کار آن را مطالعه و دریافت کنید. البته در بسیاری از مکان ها ممکن است بروشور ها را ببینید و این ثابت میکند که بروشور ها هنوز هم محبوبیت و کارایی خود را دارند و نمیتوان از آن ها چشم پوشی کرد.